# SS Fanad Head
Le SS Fanad Head est un cargo à vapeur britannique mis en service en 1917, nommé d'après Fanad en Irlande. Il est torpillé par un Uboot, le U-30, 10 jours après l'entrée en guerre du Royaume-Uni.

## Histoire
Workman, Clark and Company de Belfast ont construit Fanad Head pour l'Ulster Steam Ship Co Ltd (G. Heyn & Sons Ltd). Elle a été achevée en 1917 et enregistrée à Belfast.